# Bal des Ardents

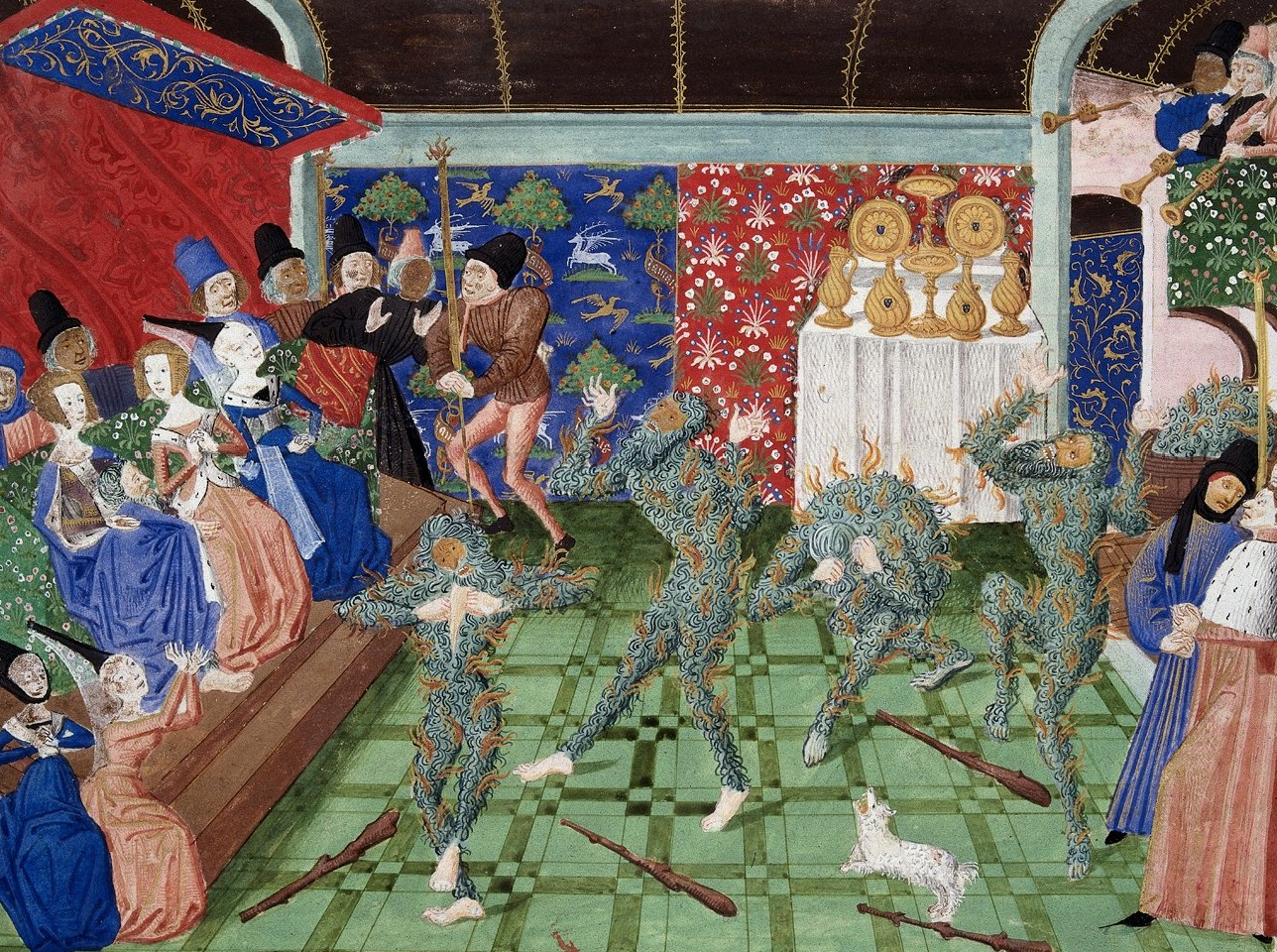
Bal des Ardents na XV-wiecznej miniaturze

Bal des Ardents (bal podpalonych) albo Bal des Sauvages (bal dzikich mężów) – nazwa paryskiej maskarady z 28 stycznia 1393 roku, w trakcie której czterech z pięciu tańczących wraz z Karolem VI francuskich szlachciców zginęło, podpalonych pochodnią przyniesioną przez królewskiego brata i jednego z widzów, Ludwika Orleańskiego. Bal ten, zaplanowany jako rozrywka dla młodego władcy, który poprzedniego roku przeżył napad obłąkania, nadwyrężył zaufanie w jego zdolność do sprawowania władzy i, uznany za dowód zdeprawowania szlachty, doprowadził paryżan na skraj buntu przeciw jej możniejszym przedstawicielom. Oburzenie społeczeństwa zmusiło Karola i Ludwika, którego współczesny annalista oskarżył o próbę królobójstwa i czarnoksięstwo, do odprawienia oficjalnej pokuty.
Żona Karola, Izabela Bawarska, wyprawiła bal dla uczczenia ponownego zamęścia jednej ze swoich dwórek. Badacze przypuszczają, że był on utrzymany w stylu charivari, z tancerzami przebranymi za dzikich mężów, mityczne istoty kojarzone z demonologią, często przedstawiane w sztuce średniowiecznej Europy. Wydarzenie zostało odnotowane przez współczesnych kronikarzy, wśród nich Mnicha od Świętego Dionizego i Jana Froissarta, oraz zilustrowane w licznych manuskryptach z XV wieku, przez takich malarzy jak choćby Mistrz Antoniego Burgundzkiego. Stanowiło także inspirację dla Edgara Allana Poe przy pisaniu opowiadania Żabi skoczek.

## Tło
W 1380 roku, po śmierci ojca, Karola V Mądrego, dwunastoletni Karol VI wstąpił na tron pod opieką czterech krewnych, którzy do momentu osiągnięcia przez niego pełnoletności pełnili funkcję regentów. Przed upływem drugiego roku, gdy Ludwik I Andegaweński złupił królewski skarbiec i wyruszył walczyć o neapolitańską koronę, a Jan de Berry i Ludwik II de Bourbon nie wykazali większego zainteresowania rządzeniem, jedynym regentem pozostał Filip Burgundzki, nazywany przez historyka Roberta Knechta „jednym z najpotężniejszych książąt Europy”. W 1387 roku Karol zaczął sprawować samodzielne rządy, odesłał regentów i przywrócił na dawne stanowiska doradców swego ojca, marmousetów. Opowiadali się oni, w przeciwieństwie do dotychczasowych regentów, za pokojem z Anglią, obniżeniem podatków i silną, odpowiedzialną władzą centralną — co doprowadziło do wynegocjowania trzyletniego rozejmu i pozbawienia księcia Berry zarządu nad Langwedocją, której ludność wyzyskiwał.
W roku 1392 Karol po raz pierwszy doznał napadu niepoczytalności, której przejawem była „niewyczerpalna pasja” z powodu zamachu na konetabla Francji i przywódcy marmusetów, Oliwera z Clisson, podjętej przez Piotra z Craon, a wyreżyserowanej przez Jana V Zdobywcę. Przekonany, że zamach na życie jego doradcy godził w równym stopniu w monarchię i jej głowę, Karol, za przyzwoleniem marmuzetów, pośpiesznie przygotował ekspedycję karną przeciw Bretanii i w ciągu kilku miesięcy zbrojnie opuścił Paryż.
W jeden z upalnych sierpniowych dni, gdy maszerujące do Bretanii wojska znajdowały się na błoniach Le Mans, Karol bez ostrzeżenia dobył broni i krzycząc: „Naprzód! na zdrajców! Chcą mię wydać wrogom!”, natarł na swych przybocznych rycerzy, pośród których znajdował się zażyły z nim brat, Ludwik. Zdążył zabić czterech swoich ludzi, zanim szambelan pochwycił go w pasie i obezwładnił, co wtrąciło króla w czterodniową śpiączkę, szanse na jego wybudzenie z której widziało niewielu — książęta Burgundii i Berry skorzystali z niedyspozycji bratanka i prędko przejęli władzę, ustanowili siebie regentami i rozwiązali radę królewską.
Do przebywającego w śpiączce króla, umieszczonego w Le Mans, wezwano Wilhelma z Harcigny, cieszącego się estymą 92-letniego lekarza. Gdy Karol odzyskał przytomność, a jego gorączka ustąpiła, powrócił do Paryża w towarzystwie Wilhelma. Pod koniec września król był już w dość dobrym stanie, żeby odbyć dziękczynną pielgrzymkę do bazyliki Marii Panny Radosnej w pobliżu Laon.
Nagły napad szału króla był przez niektórych postrzegany jako znak gniewu bożego i kara za grzechy, przez innych zaś jako skutek czarnoksięstwa — według historyków mógł to być napad schizofrenii paranoidalnej. Równowaga umysłowa króla pozostała krucha: miał trwać w przekonaniu, że jest zrobiony ze szkła, jego wilcze wycia, jak podaje Desmond Seward, przetaczały się pałacowymi korytarzami, a Jean Froissart pisał, że choroba Karola wymykała się wszelkim wysiłkom medyków. W najcięższym okresie nie poznawał on żony, Izabeli Bawarskiej, każąc wypędzać ją ze swoich komnat, jednak po wyzdrowieniu przekazał jej kuratelę nad dziećmi. Sprawowanie opieki nad następcą tronu i późniejszym władcą Karolem pozwoliło Izabeli zdobyć znaczne wpływy i miejsce w radzie regencyjnej na wypadek nawrotu obłędu jej męża.
Według Odległego zwierciadła Barbary Tuchman Wilhelm z Harsigny zbył prośby i dary, które miały go od tego odwieść, i opuścił Paryż, poleciwszy dworzanom, żeby chronili Karola przed troskami i wzburzeniem, które mogłyby wyniknąć ze sprawowania władzy, w zamian otaczając go atmosferą błogiej beztroski. By to osiągnąć, dwór uciekał się do wyszukanych rozrywek i ekstrawaganckich sposobów: Izabela i jej szwagierka, Walentyna Visconti, nosiły wyszywane klejnotami suknie i warkocze upięte na kształt ślimacznic, przykryte podwójnymi henninami, podobno dość szerokimi, by wymusić poszerzenie pałacowych odrzwi.
Lud uważał ten przepych za przesadę, nazywał jednak młodego króla le bien-aimé (ukochanym), całą winą obarczając cudzoziemską królową, którą sprowadzono z Bawarii na życzenie ówczesnych regentów. Ani Izabela, ani Walentyna, córka bezwzględnego księcia Mediolanu — nie były przesadnie popularne, tak na dworze, jak i pośród ludu. Froissart w swoich Kronikach pisał, że wujowie Karola chętnie przyzwalali na te swawole, ponieważ „dopóki królowa i książę Orleański tańczyli, nie byli niebezpieczni, czy nawet drażniący”.

## Bal des Ardentsi jego skutki
28 stycznia 1393 Izabela zorganizowała maskaradę w hôtel Saint-Pol dla uczczenia trzeciego małżeństwa swej dwórki, Katarzyny z Fastaverin. Tuchman tłumaczy, że ponowny ślub wdowy stanowił tradycyjny obiekt drwin, stając się okazją do błazeństw, często wyczynianych w oprawie balów maskowych bądź charivari, dla których charakterystyczne były „rozpusta, przebieranki, nieład, głośne wytrąbywanie fałszywych nut i szczęk czyneli”. Idąc za myślą Hugona z Guisay, według Tuchman znanego ze „skandalicznych knowań” i okrucieństwa, sześciu możnych rycerzy w przebraniach wykonało taniec dzikich mężów. Zszyte dopiero na nich stroje, wykonane z lnu, którego łodygi przymocowano do nasączonych żywicą tkanin, sprawiały, „że wyglądali na zarośniętych i kosmatych od stóp do głów”, a tym samym sposobem wykonane maski skrywały twarze i tożsamość tancerzy, według niektórych kronik skutych ze sobą łańcuchem, i większość widowni nie zdawała sobie sprawy, że ma okazję oglądać także swojego króla. Żeby zminimalizować ryzyko zajęcia się łatwopalnych szat, zakazano oświetlania pochodniami sali, w której odbywał się występ, a nawet wnoszenia ich w czasie jego trwania. 
Według historyka Jana Veenstry rozhukani tancerze wyli jak wilki, przeklinali i wzywali publiczność do odgadnięcia ich imion, cały czas tańcząc w diabolicznym szale. Spóźniony i pijany zjawił się wraz z Filipem z Baru brat Karola, Ludwik, który, choć relacje nie są co do tego zgodne, chciał prawdopodobnie rozpoznać jakiegoś tancerza i uniósł nad jego maską przyniesioną przez siebie pochodnię, z której upadła kropla smoły lub oderwał się strzęp pakuł, od czego zapaliła się nogawka kostiumu. W XVII wieku William Prynne pisał, że „książę Orleański […] jedną z pochodni trzymanych przez jego sługi tak blisko lnu łodyg umieścił, aż któraś z maszkar zajęła się, a jedna kolejną zażegała i tak każda stanęła w płomieniach” — tymczasem współczesna kronika podaje, że Ludwik „cisnął” pochodnią w jednego z tancerzy.
Izabela zemdlała na ten widok ze strachu o los swojego męża — ten jednak tańczył w pewnym oddaleniu, w pobliżu swej piętnastoletniej ciotki Joanny, księżnej Berry, która pośpiesznie zarzuciła na niego swoją obfitą suknię, żeby osłonić go od iskier. Według różnych świadectw księżna wtargnęła między tańczących i odciągnęła króla na stronę, żeby z nim pomówić, albo władca sam zbliżył się do publiczności. Froissart napisał, że „król, który wiódł [tancerzy], oddalił się od swych towarzyszy […] i udał się pokazać damom […], i minął z królową, i zbliżył do księżnej Berry”.
Wkrótce zapanował chaos: zapaleni tancerze wyli z bólu, a widzowie, wielu z których również zostało poparzonych, wrzeszczeli, próbując ratować ofiary. Wydarzenie zostało niezwykle plastycznie przedstawione przez Mnicha od Świętego Dionizego, który pisał, że „czterech mężczyzn spłonęło żywcem, ich płomienne lędźwie padły na posadzkę […], wytryskując strumienie krwi”. Przeżyło tylko dwóch tancerzy: Karol, dzięki sprawnej reakcji księżnej Berry, i dziedzic Nantouillet, który wskoczył do kadzi z winem, gdzie pozostał, póki nie stłumiono ognia. Hrabia Joigny zginął na miejscu; Iwajn z Foix, syn Gastona Phoeba, hrabiego Foix, oraz Aimery Poitiers, syn hrabiego Valentinois, z bolesnymi oparzeniami dogorywali przez dwa dni. Wodzirej imprezy, Hugon z Guisay, przeżył jeszcze dzień, według Tuchman gorzko „wyklinając i wyzywając współtancerzy, żywych i martwych, do swojej ostatniej godziny”.
Mieszkańcy Paryża, wzburzeni samym zajściem i zagrożeniem, w jakim z jego przyczyny znalazł się monarcha, powzięli urazę dla jego doradców. Wielkie poruszenie wstrząsnęło miastem, gdy jego ludność zagroziła wymordowaniem zdeprawowanych i rozpasanych dworzan oraz obaleniem wujów Karola. Ci, wielce zaniepokojeni pospolitym oburzeniem i możliwością powtórki z rabacji pobijaczej sprzed dekady — gdy paryżanie z pobijakami rzucili się na poborców — namówili resztę dworu do odprawienia pokuty w katedrze Marii Panny, poprzedzonej pątniczym przemarszem króla, który — władca konno, wujowie piechotą — odbyli w głębokiej pokorze.
Fundacją kaplicy w klasztorze celestynów nieszczęście okupił Ludwik, obwiniany w kronice Froissarta: „Tak oto uroczystości weselne uwieńczyła wielka rozpacz […] [Karol i Izabela] nie mogli temu zaradzić. Musimy zrozumieć, że nie oni ponoszą tu winę, lecz książę Orleański”. Reputacja księcia poważnie ucierpiała, zwłaszcza w obliczu wcześniejszych o kilka lat oskarżeń o czarnoksięstwo, kiedy to najął mniszego odszczepieńca, by ten zaklął w pierścień, miecz i sztylet moc demonów. Jan Mały, ówczesny teolog, zeznał później, że Ludwik praktykował czary, a pożar w trakcie balu był dowodem królobójczego zamachu, przedsięwziętego w odwecie za napaść Karola z poprzedniego lata.
Bal des Ardents wzmocnił wyobrażenie dworu pogrążonego w ekstrawagancji, z chorowitym i niezdolnym do sprawowania władzy królem na czele. Napady obłędu Karola stały się tak częste, że przed końcem dekady jego rola w państwie stała się wyłącznie ceremonialna, w początku zaś nowego wieku zupełna marginalizacja postaci króla przyczyniła się do rozbicia i zmierzchu dynastii Walezjuszów. W roku 1407 Izabelę oskarżono o spółkowanie ze swym szwagrem, zamordowanym wkrótce z inicjatywy Jana bez Trwogi za „występność, zepsucie, czarnoksięstwo i liczne prywatne oraz publiczne łajdactwa”. Zabójstwo to pchnęło frakcje burgundów i armaniaków do wojny domowej, która trwała przez kilka dziesięcioleci. Pozbawiony władzy centralnej i nieodpowiedzialny francuski dwór na ponad 200 lat zyskał opinię moralnie rozprężonego.

## Folklorystyczne i chrześcijańskie wyobrażenia dzikich mężów
W swej książce Magia i wróżby na dworach Burgundii i Francji Veenstra pisze, że Bal des Ardents ujawnia czternastowieczne napięcie między wierzeniami chrześcijańskimi i uśpionym pogaństwem. Według autora zdarzenie to „obnażyło potężne kulturowe zmagania z przeszłością, ale zarazem stało się złowrogą zapowiedzią przyszłości”.
Dzicy mężowie — zazwyczaj przedstawiani z kosturem lub maczugą, jako żyjący poza zasięgiem cywilizacji, bez dachu nad głową i nieznający ognia, wyzuci z uczuć i nieobdarzeni duszą — byli metaforą człowieka bez Boga. Według popularnego przekonania w górzystych regionach, takich jak Pireneje, żyli długowłosi dzicy mężowie, istoty zwane lutins, które tańczyły przy blasku płomieni, by wzywać demony lub odprawiać rytuał płodności. Przebrani za nich tancerze brali niekiedy udział w organizowanych z okazji rozpoczęcia siewów bądź zakończenia żniw zabawach charivari, w trakcie których byli rytualnie chwytani, po czym spalano ich podobiznę dla przebłagania złych duchów — co kościół uznawał za obrzędy pogańskie i demoniczne.
Veenstra wyjaśnia, że przebierając się za dzikich mężów, wieśniacy „przyzywali demony poprzez udawanie ich” — mimo że ówczesne penitencjały zakazywały wiary w istnienie takich istot i naśladowania ich w sposób, w jaki zrobiono to na przykład na przyjęciu Izabeli. Podczas rytuałów ludowych „palenie nie było dosłowne, lecz odbywało się in effigie”, pisze badacz, „w przeciwieństwie do Bal des Ardents, gdzie ryt kultu płodności zrzedł w dworskiej zabawie, lecz gdzie palenie nabrało przerażającego realizmu”. Kronika z XV wieku opisuje tę maskaradę jako „una corea procurance demone” (taniec strzegący przed diabłem).
Powtórne zawarcie małżeństwa, uważanego za sakrament wykraczający poza ramy życia doczesnego (wbrew Ewangelii: Łk 20:27-40; Mt 22:29-30), często było traktowane jak świętokradztwo i potępiane przez społeczeństwo. Bal des Ardents miał zatem dwojaki cel: zapewnić szlachcie rozrywkę i poniżyć oraz skarcić dwórkę Izabeli — sposobem na wskroś pogańskim, z czego zdawał się nie być zadowolony Mnich od Świętego Dionizego. Tymczasem Veenstra przekonuje, że rytualne spalenie w noc poślubną ma rodowód starotestamentowy, gdzie Tobiasz pali wątrobę i serce ryby, żeby wyzwolić Sarę od demona Asmodeusza, który zabił siedmiu jej mężów.
Możliwe, że w czasach, gdy dworzanie często szukali porady u magów i czarnoksiężników, wydarzenie takie miało być symbolicznym wyegzorcyzmowaniem choroby umysłowej Karola. We wczesnym wieku XV rytualne palenie złych mocy nie było rzeczą niezwyczajną, czego dowodzi późniejszy wyrok Ludwika Orleańskiego na królewskim lekarzu, Janie z Baru, którego spalono po tym jak na torturach przyznał się do uprawiania czarów.

## Kroniki
Śmierć czterech możnych była przypadkiem wystarczająco istotnym, żeby zapewnić zdarzeniu miejsce na kartach współczesnych kronik, w szczególności Froissarta I Mnicha od Świętego Dionizego, a następnie — licznych kopii iluminowanych rękopisów. Podczas gdy wspomniani autorzy zgadzają się w głównych punktach — tancerze byli przebrani za dzikich mężów, czterech zginęło, jeden wpadł do kadzi, król przeżył — co do szczegółów występują rozbieżności. Froissart pisze, że tancerzy skuto łańcuchem, o czym nie wspomina Mnich. Ponadto według Susan Crane pierwszy z nich sugeruje w swoim opisie, że taniec był udramatyzowanym występem, który odbywał się bez udziału publiczności, drugi zaś — że uczestniczyła ona w tańcu, który był elementem szalonego charivari.
Swoją relację, którą Katerina Nara nazwała pełną pesymizmu, spowodowanego brakiem aprobaty dla części odnotowywanych wydarzeń, Froissart umieścił w księdze IV Kronik (obejmujących lata 1389-1440). Winą obarcza on Ludwika, podczas gdy Mnich składa ją na barki pomysłodawcy, Hugona z Guisay, który dzięki traktowaniu nisko urodzonych sług jak zwierzęta zdobył sobie tak powszechną nienawiść, że „szlachta radowała się z jego mąk śmiertelnych”.
W Historii Karola VI, opisującej dwadzieścia pięć lat jego panowania, Mnich zdaje się ganić zdarzenie, które według niego łamało zasady życia społecznego i nie przystawało królowi — a które tymczasem przez Froissarta zostało uznane za uroczyste.
Naukowcy nie są pewni, czy którykolwiek z kronikarzy był obecny przy zajściu. Według Crane, Froissart opisał je około pięć, Mnich zaś — dziesięć lat później. Veenstra przypuszcza, że ten ostatni mógł być świadkiem zdarzenia (jak był świadkiem większości tych, które miały miejsce za panowania Karola VI) i jego relacja jest bliższa rzeczywistości. Jednak choć stworzone przez niego dzieło jest powszechnie uważane za nieodzowne dla zrozumienia francuskiego dworu, to na kronikarskiej neutralności mogła zaważyć sympatia dla partii burgundów, skłaniając go do przedstawienia pary królewskiej w niekorzystnym świetle. Autorem trzeciej, powstałej w połowie XV wieku, relacji jest Jan Jouvenal des Ursins, którego Historia Karola VI, króla Francji czekała na wydanie do 1614 roku.
Rękopis kroniki Froissarta z lat 1470-72, ze zbiorów Bibliothecae Harleianae w Bibliotece Brytyjskiej, zawiera miniaturę ilustrującą wydarzenie, zatytułowaną Taniec leśnych ludzi i przypisaną niejakiemu Mistrzowi Froissarta Harleya. Niewiele późniejsza kopia, z około 1480 roku, zawiera miniaturę Ogień na maskaradzie Mistrza Froissarta Getty’ego, niezidentyfikowanego bliżej prymitywisty flamandzkiego. Również w piętnastowiecznym manuskrypcie Ludwika z Gruuthouse znajduje się miniatura zdarzenia, a paryską kopię z 1508 roku, wykonaną być może specjalnie dla Marii de Cléves, ozdabia 25 marginesowych miniatur, a jedna całostronicowa ilustracja przedstawia Bal des Ardents.